# 商业计划
商业计划指如何在商业模式確立的前提下，將其實現並建立企業的一切計畫。

## 计划的内容

### 生产和制造
- 产品的類型
- 原料的來源
- 廠址選擇
- 設備的採購
- 技術的取得

### 营销
- 產品的定价
- 通路的取得
- 業績的目標
- 宣傳的手法
- 的選擇

### 财务
- 资金的来源
- 现有的贷款和责任
- 计划的销售和费用
- 存貨計畫
- 期望的回归

### 人力资源
- 分配责任
- 训练要求
- 技能要求
- 新聘用